# Ogliastro
Ogliastro (korziško Ogliastru) je naselje in občina v francoskem departmaju Haute-Corse regije - otoka Korzika. Leta 2006 je naselje imelo 107 prebivalcev.

## Geografija
Kraj leži na severovzhodu otoka Korzike nad zahodno obalo rta Cap Corse, 39 km severozahodno od središča Bastie.

## Uprava
Občina Ogliastro skupaj s sosednjimi občinami Brando, Canari, Nonza, Olcani, Olmeta-di-Capocorso, Pietracorbara in Sisco sestavlja kanton Sagro-di-Santa-Giulia s sedežem v Brandu. Kanton je sestavni del okrožja Bastia.

## Zanimivosti
- župnijska cerkev Marijinega oznanila iz 16. stoletja,
- stolp Torra d'Albu.